# Home del forat
L'home del forat (circa 1960 – agost de 2022), també conegut com l'"indi del forat", (en portuguès: índio do buraco) era un home indígena del Brasil que vivia sol a la selva amazònica. Es creu que va ser l'últim membre de la seva tribu. Es desconeix quina llengua parlava o com es deia la seva tribu. El terme "Home del forat" és un sobrenom utilitzat pels funcionaris i els mitjans de comunicació; el seu nom real és desconegut.

## Nom
El sobrenom de l'home del forat deriva del forat profund que es troba a cada casa que ha abandonat. Originalment es creia que aquests forats s'utilitzaven per atrapar animals o perquè amagar-s'hi, però alguns observadors també han especulat que podrien haver estat d'importància espiritual per a la seva antiga tribu. Els forats són estrets i fan més de 6 peus (1.8 metres) de profunditat.
També se l'ha anomenat:
- l'home indígena del forat[6]
- l'home al forat[4]
- l'últim de la seva tribu[1]
- l'home més solitari de la Terra[2]
- el supervivent solitari[3]

## Biografia
Terceres persones es van adonar per primera vegada de l'existència de l'home del forat l'any 1996. S'especula que la resta de la seva tribu podria haver mort en una sèrie d'enfrontaments amb ramaders i taladors d'arbres als anys vuitanta i noranta, a partir dels atacs a una altra tribu no contactada a la mateixa regió i el descobriment de les ruïnes d'un petit poble amb 14 forats profunds similars a cada barraca, que havien estat destruïts a principis del 1996. Un expert va explicar que "no s'ha de creure que va ser un reclús que s'amagava de la societat. L'home és el supervivent d'un genocidi. No va triar viure sol."
L'any 2007, la Fundação Nacional do Índio (FUNAI) del govern brasiler "va declarar una àrea de 8.029 hectàrees al seu voltant fora de límits per a invasió i desenvolupament". El seu territori es va ampliar més tard en 3.000 hectàrees. La constitució del Brasil, ratificada el 1988, ja havia concedit als indígenes drets sobre les terres que havien habitat tradicionalment.
Des de la creació de la reserva, la FUNAI l'ha vigilat i ha intentat evitar intrusions a la seva zona. Malgrat això, l'home del forat va ser atacat per homes armats el 2009, però va aconseguir sobreviure.
Tot i que va evitar el contacte directe amb altres persones, l'home del forat era conscient que estava vigilat per persones de fora. La FUNAI de tant en tant li deixava regals d'eines i llavors, i així "va adquirir un cert nivell de confiança". De vegades feia senyals als equips d'observació per evitar les trampes que havia cavat com a defensa o per atrapar animals. El 2018, la FUNAI va publicar un vídeo seu per tal de conscienciar a nivell mundial sobre les amenaces als pobles no contactats al Brasil. Al vídeo, l'home, que ara es creu que té 50 anys, sembla que es troba bé.
El 24 d'agost de 2022, la FUNAI el va trobar mort a casa seva, "estirat a l'hamaca, i adornat [amb plomes de guacamaia] com esperant la mort", com va comentar posteriorment un expert indígena. El cos va ser traslladat a Porto Velho per a l'autòpsia, en un intent d'establir la causa de la mort. El 27 d'agost, l'expert indígena Marcelo dos Santos va dir que l'home hauria de ser enterrat al mateix lloc on va viure i va morir, en un memorial construït per l'estat, i que el territori s'hauria de protegir immediatament perquè corre el risc de ser envaït i degradat.